# Anemplocia grandis
Anemplocia grandis là một loài bướm đêm trong họ Geometridae.